# Петров, Александр Михайлович (председатель облисполкома)
Александр Михайлович Петров (1904—1977) — советский партийный и государственный деятель, председатель Саратовского (1940—1942) и Астраханского (1947—1950) облисполкомов.

## Биография
До 1940 года являлся секретарём районного комитета ВКП(б) Саратовской области.
С 1940 по 1942 год являлся председателем исполнительного комитета Саратовского областного Совета. В 1942 году снял с себя бронь и ушёл на фронт.
С 1947 по 1950 год — председатель исполнительного комитета Астраханского областного Совета.